# Labios de miel
Labios de miel (français : Lèvres de miel) est une chanson écrite par Alejandro Carballo, Larrañaga Flores, Héctor E. Gutiérrez, Luis Miguel, Andrés Peláez Miranda et Angel Roberto, produite et interprétée par le chanteur mexicain Luis Miguel.

## Contexte
Après plusieurs mois de spéculations sur sa santé, Luis Miguel annonce son retour sur la scène musicale, non seulement avec les trois concerts qu'il a prévus en septembre à Las Vegas, mais aussi avec un nouveau single intitulé Labios de miel. La chanson commence à être diffusée sur les radios et est mise à disposition sur un site de musique en ligne le 3 août 2010. Dès l'annonce de la parution du single, fin juillet, un court extrait est disponible à l'écoute sur la page Facebook officielle du chanteur. 
Ce sera le projet le plus attendu de l'artiste, en raison de l'énorme spéculation des différents tabloïds et du fait que Luis Miguel n'a pas fait d'apparition publique depuis la fin de sa tournée précédente. C'est le premier single du premier album studio de l'artiste depuis l'album Cómplices en 2008.